# Pauzera
Pauzera (łac. Diocesis Pauzerensis) – stolica historycznej diecezji we Cesarstwie rzymskim w prowincji Numidia zlikwidowana w VII w. podczas ekspansji islamskiej, współcześnie w północnej Algierii. Obecnie katolickie biskupstwo tytularne. 

## Biskupi tytularni
| Lp. | Biskup                            | Funkcja                                     | Od                | Do                  |
| --- | --------------------------------- | ------------------------------------------- | ----------------- | ------------------- |
| 1   | Nicanor Carlos Gavinales Chamorro | emerytowany biskup Portoviejo (Ekwador)     | 17 lutego 1967    | 22 grudnia 1970     |
| 2   | José Agustín Ganuza García        | biskup-prałat Bocas del Toro (Panama)       | 4 grudnia 1972    | 18 listopada 1977   |
| 3   | Generoso Camiña                   | biskup pomocniczy Davao (Filipiny)          | 9 marca 1978      | 20 grudnia 1979     |
| 4   | Manuel Camilo Vial Risopatrón     | biskup pomocniczy Santiago (Chile)          | 21 marca 1980     | 20 grudnia 1983     |
| 5   | Guillermo Alvaro Ortiz Carrillo   | biskup pomocniczy Bogoty (Kolumbia)         | 3 maja 1986       | 16 lutego 1989      |
| 6   | Raúl Eduardo Vela Chiriboga       | ordynariusz polowy Ekwadoru                 | 8 lipca 1989      | 7 marca 1998        |
| 7   | Franklyn Nubuasah                 | wikariusz apostolski Francistown (Botswana) | 27 czerwca 1998   | 2 października 2017 |
| 8   | Marcelo Mazzitelli                | biskup pomocniczy Mendozy (Argentyna)       | 10 listopada 2017 |                     |